# Rathaus Gräfrath
Das Rathaus Gräfrath ist das ehemalige Rathaus der einstmals selbstständigen Stadt Gräfrath, die heute ein Stadtteil von Solingen ist. Das denkmalgeschützte Gebäude wurde 1907 bis 1908 nach Plänen von Arno Eugen Fritsche im Neubergischen Stil errichtet, wobei er die traditionellen Elemente im Sinne des zeitgenössischen Jugendstils gestaltete. Heute befindet sich in dem Gebäude das Kunstmuseum Solingen.

## Vorgeschichte
In der Freiheit Gräfrath gab es lange kein Rathaus. Das Haus des jeweiligen Bürgermeisters diente als Amtsstube und Gemeindearchiv. Als am 3. März 1698 zehn Häuser brannten, war darunter auch das des nach Köln verreisten Bürgermeisters. Damit waren die Akten der Freiheit vor 1698 vernichtet.:299 Erst Mitte des 18. Jahrhunderts entstand an der Gerberstraße ein Gebäude für die evangelische Schule, das auch als Rathaus diente.:72:101 Am 22. Juli 1876 mietete die Stadt Gräfrath mit dem neuen Bürgermeister Friedrich Kürten (Amtszeit 1876 bis 1900) für sechs Jahre drei Räume und ein Speicherzimmer in dem Privathaus Täppken 149, das dem in Köln wohnenden Friedrich Wilhelm Wester gehörte. Doch schon zwei Jahre später erforderte die auf 5.600 gestiegene Einwohnerzahl, auf den weiteren Raumbedarf zu reagieren. Ein Grundstück an der heutigen Straße „In der Freiheit“ wurde von seinem Besitzer Dr. Wahn aus Köln für 4.350 Mark erworben. Darauf errichtete die Stadt nach Plänen des Ohligser Stadtbaumeisters Otto Franz das erste Rathaus Gräfraths, das 1881 unter der Adresse Gräfrath 21 (später Kaiserstraße 17) bezogen wurde. Erstmals befanden sich nun Amtsräume, Stadtratssaal und Bürgermeisterwohnung unter einem Dach. Die Stadtkasse und die Sparkasse blieben weiterhin in dem alten Schulgebäude.:58:82f. Das Rathaus war ein zweistöckiges geschiefertes Gebäude im altbergischen Stil mit dreiteiligen Fensterrahmen und grünen Schlagläden, das sich nicht von Wohnhäusern in Gräfrath unterschied. Als weitere Beamten eingestellt wurden, wandelte man immer mehr Räume, auch den Sitzungssaal, in Büros um.:82f. Am 13. Juni 1900 trat der Ostpreuße Bernhard Bartlau das Amt des Gräfrather Bürgermeister an(Amtszeit 1900 bis 1924). Er war vorher in der Verwaltung des Landkreises Solingen tätig gewesen.:25 Am 15. April 1903 heiratete er in die Solinger Unternehmerfamilie J.A.Henckels ein. Der absehbare Raummangel im Rathaus führte dazu, dass ein Privathaus mit der Adresse Bergerbrühl 12 für die Bürgermeisterwohnung und die städtischen Kassen angemietet wurde. Dieses extra für diesen Zweck gebaute Haus bezog der Bürgermeister mit Frau und drei Monate alter Tochter im April 1905. Im Erdgeschoss des Rathauses gab es danach nur noch Amtsräume, im Obergeschoss befanden sich der Stadtratssaal, das Amtszimmer des Bürgermeisters und Amtsräume für den neu angestellten Baubeamten. In die Wohnräume im Dachgeschoss zog der Polizeisergeant Schlingensiepen mit seiner Familie. Gräfrath hatte inzwischen 9.025 Einwohner.:83f.

## Bau des Rathauses

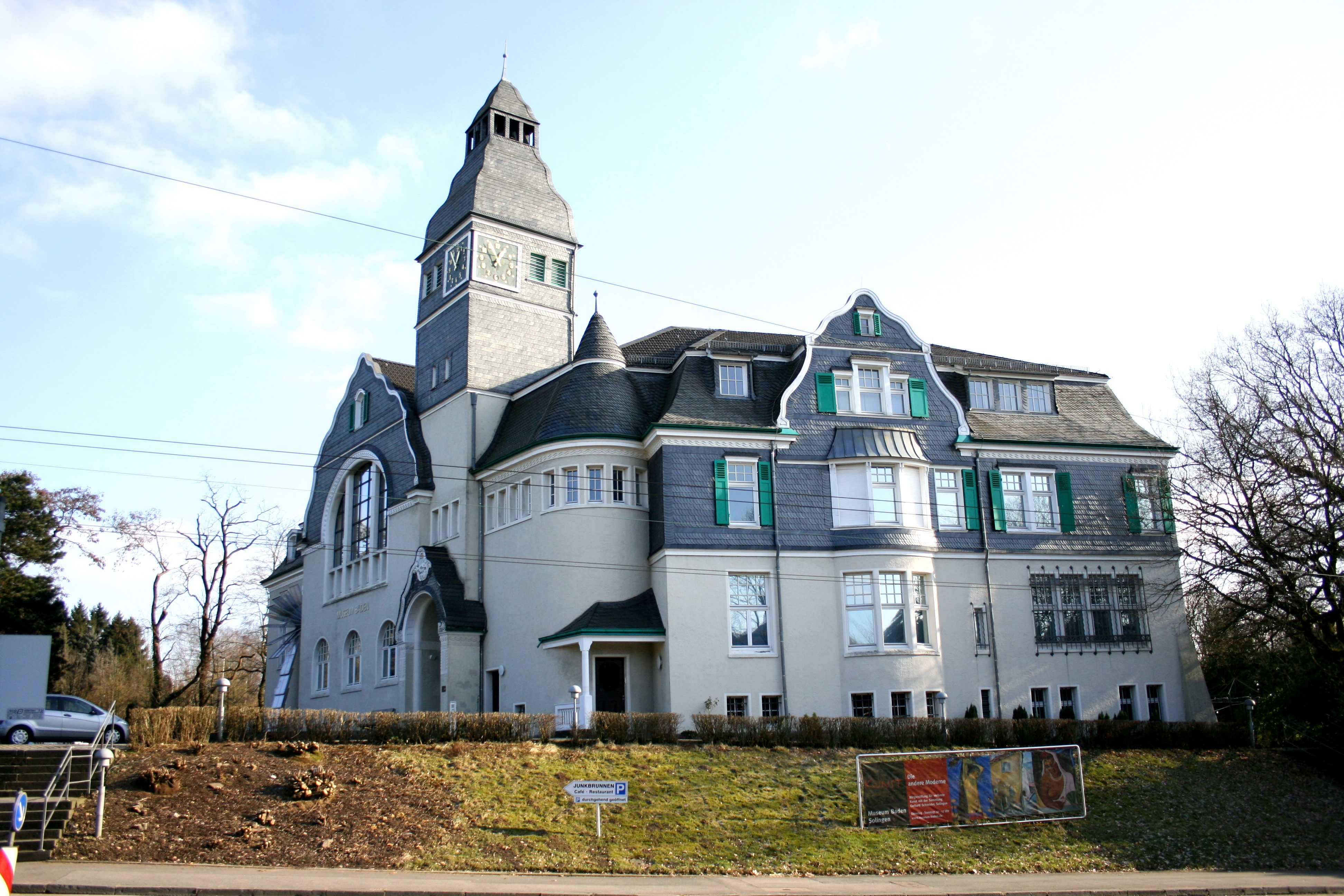
Rathaus Gräfrath (Westseite)

Mit Bernhard Bartlau als neuem Bürgermeister wurde ab 1902 über ein neues Rathaus nachgedacht. Sein Vorgänger Kürten hatte noch 1899 vorgeschlagen, dass die vergleichsweise kleine Stadt Gräfrath sich mit Höhscheid, Ohligs, Solingen und Wald zu einer Stadt vereinigen solle. Bartlau setzte dagegen Akzente für eine eigenständige Weiterentwicklung Gräfraths, wie unter anderem die Einführung der Elektrizität (1901) und der Wasserversorgung mit dem Wasserturm am Exerzierplatz (1905) sowie der Gestaltung des Marktplatzes ab 1906 oder der Einführung eines eigenen Wappens 1907.:67:394:25 Die Diskussion über den Standort des neuen Rathauses wurde sehr kontrovers geführt. Nachdem beschlossen worden war, das Rathaus in den Stadtteil Central als Mittelpunkt und zukunftsfähigsten Teil der Stadt zu verlegen, gab es heftigsten Widerstand der Bewohner des alten Ortskerns:47 Die Neuordnung der Gemeindegrenzen 1807 während des napoleonischen Großherzogtums Berg hatte das Gemeindegebiet Gräfraths erheblich nach Süden bis nach Schlagbaum und Stöckerberg vergrößert, wobei sich im Laufe des 19. Jahrhunderts im Stadtteil Central ein industrieller Schwerpunkt mit der Gesenkschmiede F.W. Rauh und der Stahlwarenfabrik Gottlieb Hammesfahr sowie der Dampf-Chocoladen & Zuckerwarenfabrik Gebr. Hillers gebildet hatte.:44
Angesichts der drohenden Spaltung unter den Bürgern vertagte Bartlau das Thema erst einmal und nahm es 1906 wieder auf. Er schlug als Kompromiss für den Bauplatz ein Grundstück auf der Höhe der Provinzialstraße (Wuppertaler Straße) neben der Brücke über die Korkenzieherbahn vor, so dass das Gebäude auf der Anhöhe gut sichtbar und erreichbar wäre.:47 Am 12. November 1906 beschloss die Stadtverordnetenversammlung den Bau des Rathauses. Der Kostenvoranschlag sah für das Grundstück 26.000 Mark und den Bau etwa 134.000 Mark vor, was durch eine Anleihe über 160.000 Mark mit 1 Prozent Tilgung finanziert werden sollte. Der bekannte Elberfelder Architekt Arno Eugen Fritsche, der schon die Solinger Lutherkirche mit entworfen hatte, wurde mit der Bauplanung beauftragt. Die Bauleitung lag bei Stadtbaumeister Walter Heipertz. Es durften nur in Gräfrath hergestellte Mauerziegel verwendet werden.:84 Der Bau begann am 28. Juli 1907.:57 Am 12. August 1907 fand die Grundsteinlegung statt. Am 24. Oktober 1908 wurde das neue Rathaus feierlich eingeweiht. Bürgermeister Bartlau bezog seine neue Dienstwohnung mit der Adresse Kaiserstraße 1a (das benachbarte Bahnhofsgebäude hatte die Nr. 1) am 26. Oktober 1908. Unter dem Dach des neuen Rathauses befanden sich nun auch der Polizeiposten und die Sparkasse. Mit abgerechneten 163.978 Mark wurden die geplanten Kosten nur geringfügig überschritten.:84

### Architektur und Bauschmuck

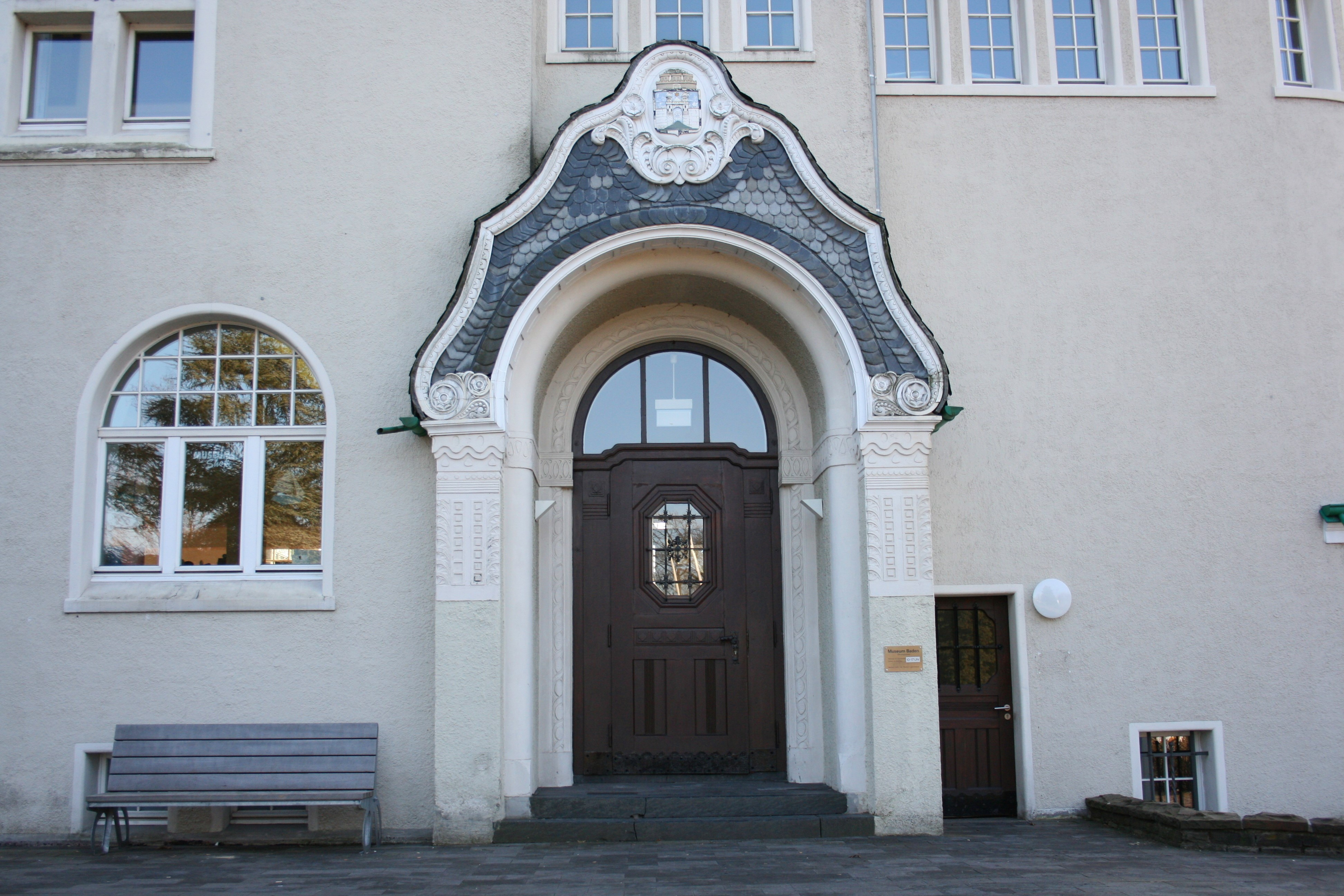
Haupteingang des Rathauses

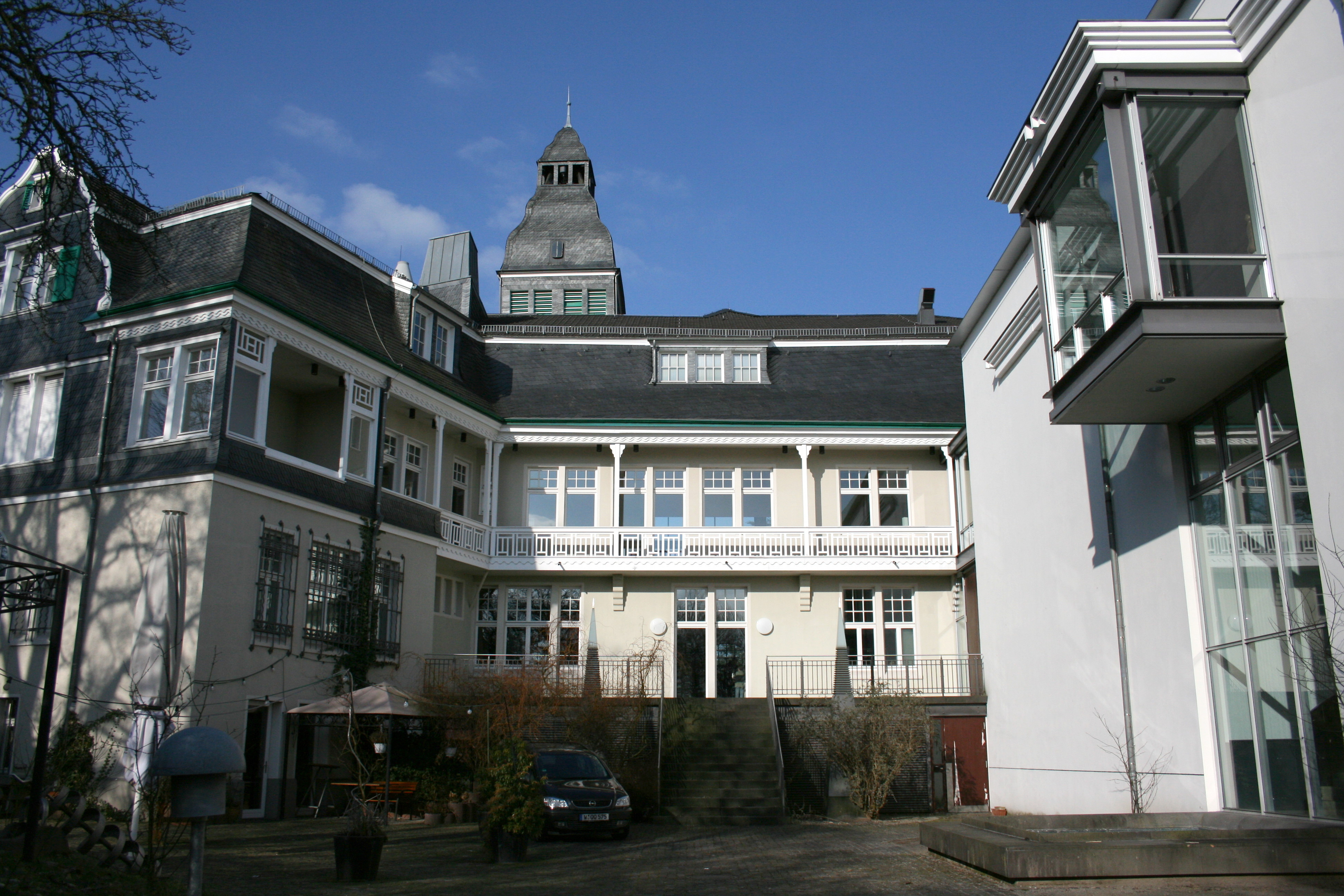
Innenhof des Rathauses

Der Architekt Fritsche entwarf ein Gebäude, das sich deutlich von den Rathäusern in den Nachbarstädten unterschied. Die Ende des 19. Jahrhunderts entstandenen Rathäuser in Dorp, Höhscheid, Ohligs und Wald (heute alle Solinger Stadtteile) sind Zeugnisse des damals vorherrschenden Neorenaissance-Baustils. Die ungefähr zeitgleich errichteten Rathäuser in Elberfeld, Remscheid und Vohwinkel, die einen malerischen, burgähnlichen Anspruch verkörpern und abwechslungsreiche Bauteile gruppieren, repräsentierten schon eine fortschrittliche Baugesinnung.
Fritsche griff diesen neueren Stil auf und kombinierte ihn mit dem gerade entstehenden neubergischen Stil. Ab 1903 hatten Heimatforscher auf die zwischen 1750 und 1830 entstandene Architektur des Bergischen Landes aufmerksam gemacht und sie den regionalen Architekten empfohlen. Veranlasst durch den Provinzialkonservator Paul Clemen gab der Oberpräsident der Rheinprovinz Freiherr von Schorlemer 1907 einen Erlass heraus, dass die bergische Bauart bei Einzelhäusern generell und bei Reihenhäusern mit besonderer Erlaubnis zulässig sei. Auch 1907 erschien das Buch Der Kaiser und die Kunst, herausgegeben von Paul Seidel, dem Leiter der Kunstsammlungen in den königlich-preußischen Schlössern. Darin wurde die Forderung des Kaisers Wilhelm II. veröffentlicht, dass staatliche Bauten auch den Charakter der betreffenden Stadt, der sich in dem in ihr vorherrschenden Stil spiegele, ausdrücken sollten. Während Wohnhäuser im neubergischen Stil in der Region häufiger zu finden sind, ist ein aufwendig gestalteter Bau in diesem Stil, wie ihn das Rathaus Gräfrath darstellt, selten.:41f.
Fritsche entwarf zwei in stumpfem Winkel aufeinander zulaufende Gebäudeflügel, die durch einen halbrunden Erker mit Kegeldach miteinander verschliffen wurden, wobei sich die Hauptfassade mit Rathaussaal und Uhrenturm eindeutig zum alten Ortskern von Gräfrath hin orientierte.
In der Stadtsilhouette setzte der mächtige, verschieferte Uhrenturm mit geschweifter Turmhaube einen besonderen Akzent für die weltliche Macht gegenüber den kleinen Dachreitern auf der ehemaligen Klosterkirche und der evangelischen Kirche am Markt. Den Bezug zum Bürger stellte der Architekt dadurch her, dass er erstens dem über den Vorplatz kommenden Bürger den Rathaussaal durch einen Risalit mit dem großen korbbogigen Fenster erkennbar machte. Zweitens stellte der als Triumphbogen gestaltete Haupteingang, der als selbständiges Bauteil herausragte, die Autorität der Verwaltung dar. Angelehnt an die antiken Triumphbögen erhielt der Bogen an der Innenseite Kassetten und die Vorderseite Pilaster. Die Seitenfassaden nach Westen und Süden bekamen kleinere Giebel sowie Nebeneingänge.:42
Zahlreiche unterschiedliche Türen und Fenster, Materialwechsel von Schiefer, Tonziegeln, Putzflächen und Holz prägten das Erscheinungsbild des Gebäudes. Die Gestaltung der Fenster wiesen eine besondere Variabilität auf. Der Risalit der Hauptfassade war dominiert von rundbogigen Fenstern, während Fritsche für den Giebel zur Straße in Dreiergruppen zusammengefasste kleine Rechteckfenster vorsah. Ein Fensterband an Uhrturm und Erker verknüpfte die beiden Fassaden. Die Dachgauben hatten von einem bis zu drei Fenstern. Außerdem gab es mehrere durchfensterte Erker.:42

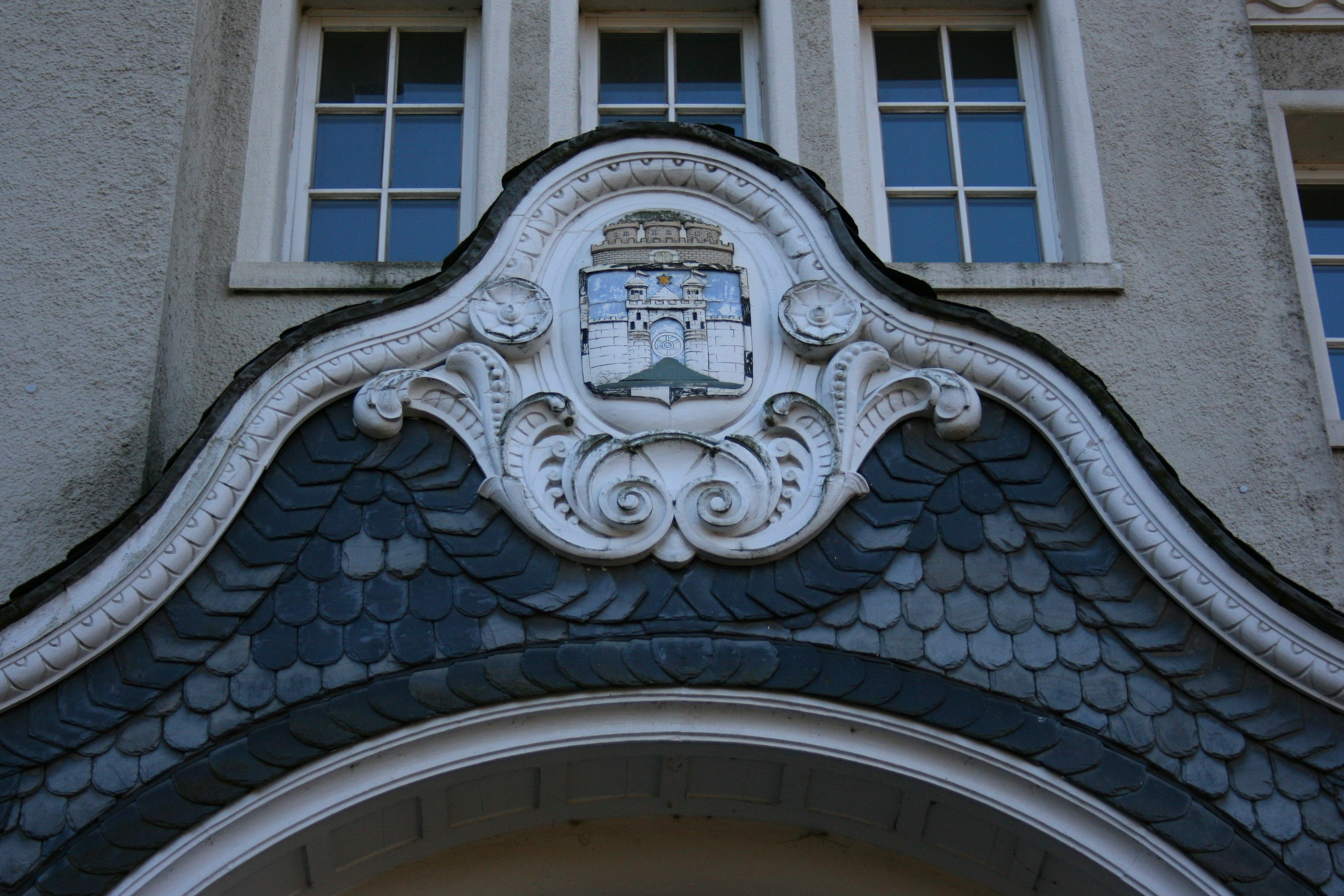
Stadtwappen umfasst von Jugendstil-Schmuckform

Den Bezug zum Gräfrather Ortskern stellt der bergische Dreiklang aus Schiefer, weißen Fensterrahmen und grünen Schlagläden her.:85f. Das Mansardendach und die geschweiften Giebel verwiesen auf die Klosterkirche und einige Häuser am Markt und an der heutigen Straße „In der Freiheit“.:42 Gräfrather Bürger vergrößerten in der ersten Hälfte des 19. Jahrhunderts ihre Häuser um Mansardenstuben, um den zahlreich angereisten Patienten des Augenarztes Friedrich Hermann de Leuw Unterkunft bieten zu können.:307 Fritsche gestaltete allerdings die lokalen Motive im Sinne des Jugendstils um. Die Schweifung der Giebel bekam ein unruhiges Wellenband. Die Turmhaube wurde zur gewellten Pyramide. In symmetrisch geordnete, ornamentale Blätter und Blüten wurde das 1907 kreierte Gräfrather Wappen am Haupteingang eingefasst. Verweise auf den Jugendstil sind ebenfalls das Wellenband unter der Dachtraufe und um das Ratssaalfenster sowie die Ornamente an den Pilastern am Haupteingang.:42

### Innengestaltung

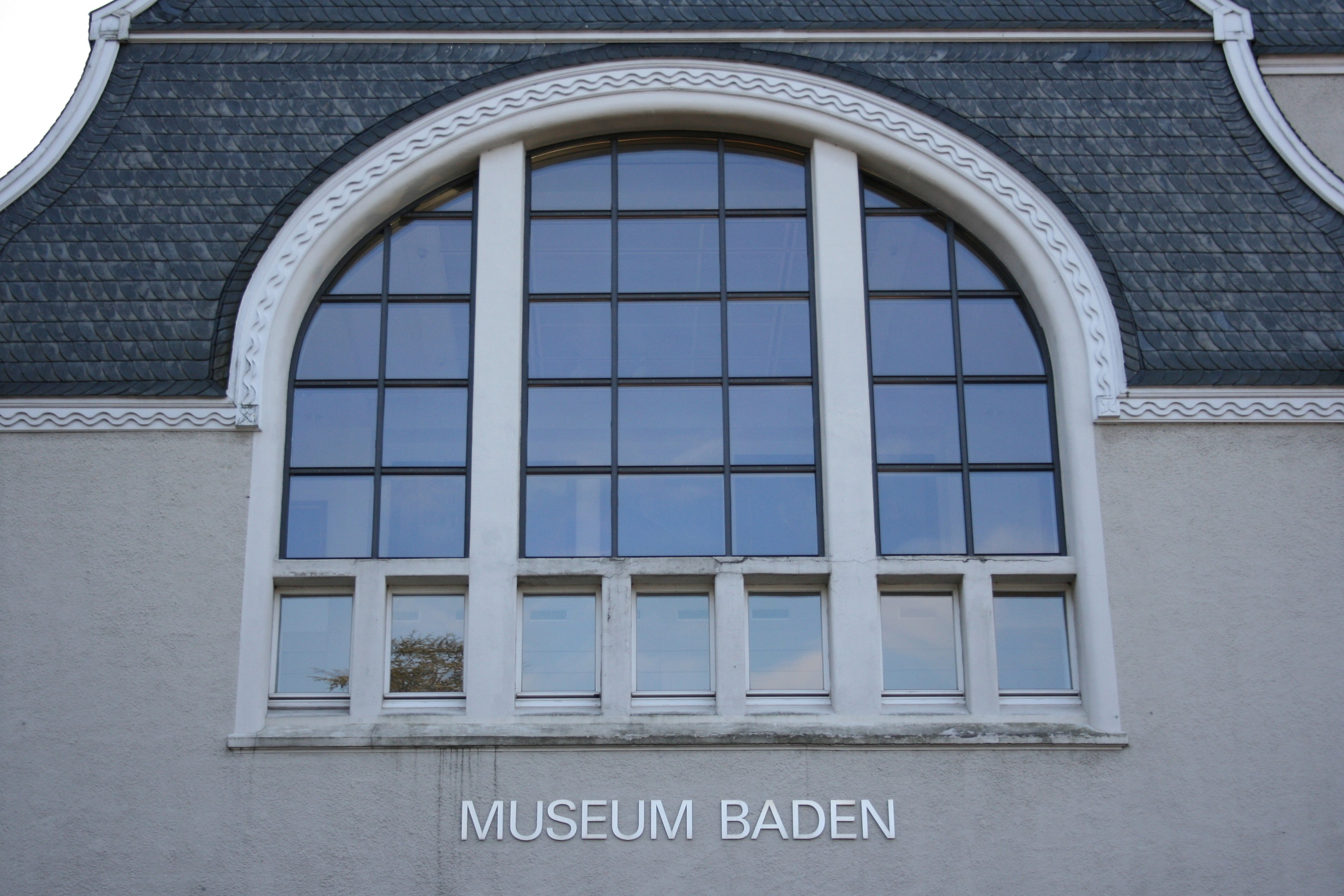
Korbbogiges Fenster des Rathaussaals

Mit besonderer Sorgfalt erfolgte die Ausgestaltung des Rathaussaales. Die Innenausstattung und die bunten Scheiben des großen Fensters wurde mit Spenden Gräfrather Bürger finanziert. Der Saal hatte eine rundbogige, kreuzförmig gewölbte Kuppel, Parkettfußboden, eine Holzbrüstung, eine Empore und einen großen Radleuchter. Die Fauteuils mit Rindslederbezug, einer trug das Stadtwappen, wurden von der Firma Thonet bezogen.:87
Die Wände am Rathauseingang trugen folgende Sprüche:
- Arbeit ist des Bürgers Zierde, Segen ist der Mühe Preis
- Ehrt den König seine Würde, Ehret uns der Hände Fleiß.

Über dem Brunnen in der Wartehalle befand sich der Spruch:
Ein grader Blick am rechten Orte
Tut mehr als hundert gute Worte.:86
Die aufwendige Innenarchitektur lässt sich heute nur noch im 1. Obergeschoss des Westflügels, im Bereich der ehemaligen Bürgermeisterwohnung, erkennen. Hier sind sowohl Raumaufteilung, Türen und Wandschränke sowie die Loggia erhalten geblieben. Die beiden Treppenhäuser sind ebenfalls original: sowohl die repräsentative Haupttreppe mit Geländer wie auch die Spindeltreppe für die Bediensteten.

### Frühe Umbauten
Schon 1914 wurde das Rathaus erweitert. Im rechten Winkel wurde ein Flachdachflügel auf der Südostseite angebaut, der in den 1920er Jahren aufgestockt wurde. Zu dieser Zeit wurde auch die Schleppgaube über dem Bürgermeisterzimmer vergrößert. Instandsetzungsarbeiten erfolgten erstmals 1920: die Sparkasse bekam eine neue Einrichtung und bei der Polizei gab es Umbauarbeiten.:88

## Nutzung nach der Städtevereinigung 1929
Nachdem Gräfrath in der 1929 in der Großstadt Solingen aufgegangen war, wurde das Rathaus eine Nebenstelle der Stadtverwaltung. Es wurde Sitz des Wohnungsamtes und der Gemeinnützigen Gesellschaft zur Beschaffung von Kleinwohnungen Solingen-Ohligs. Polizeirevier und Stadtbücherei blieben im Rathaus. Auch der letzte Bürgermeister Theodor von der Thüsen, später Stadtbahndirektor, wohnte weiterhin hier.:88 Die Sparkasse zog bald in das 1930 neu errichtete Gebäude in der Gerberstraße 4. Nach der Machtergreifung waren verschiedene NS-Einrichtungen im Gebäude untergebracht. Außerdem gab es mehrere Wohnungen.:88

## Nutzung nach dem Zweiten Weltkrieg
Im Zweiten Weltkrieg wurde vor allem der Hauptflügel mit dem Ratssaal zerstört, dessen Dachstuhl völlig ausbrannte. Auch die östlich anschließenden Räume mit Bürgermeisterzimmer und Treppenhaus waren betroffen. Im Juni 1945 nahm die Stadtbücherei wieder ihren Betrieb auf. Die Polizei behielt ebenfalls ihre Räume im Souterrain.:90 Im Januar 1951 war in Dortmund der Verein der Zentralfachschule der Deutschen Süßwarenindustrie (ZDS) gegründet worden. Unter den zwölf Städten, die bezüglich des möglichen Standortes der Schule kontaktiert wurden, war auch Solingen. In Solingen war die erste Idee, das ehemalige Rathaus Gräfrath dafür zu nutzen. Recht schnell entschied man sich dann doch, ein Gelände mit Kleingärten an der De-Leuw-Straße in Gräfrath für einen Neubau anzubieten.:13f, Nach der Entscheidung für den Schulstandort Solingen wurde das Rathaus Gräfrath 1951 der erste Sitz des ZDS-Vereins und Ort des Schulsekretariats, bis das neue Schulgebäude Anfang 1954 eröffnet wurde. Überlegungen in 1951, das Rathaus um einen Anbau für eine in Gräfrath notwendige Turnhalle zu erweitern,:14 wurden nicht umgesetzt.

### Klingenmuseum
Das stark beschädigte Gebäude wurde 1953 nach Plänen des Solinger Architekturbüros Flabb wieder aufgebaut, wobei der Hauptflügel und die Treppenhausachse nach Osten um 3,60 m verlängert wurden, um u. a. ein zweites Treppenhaus aufzunehmen.:90 Der Wiederaufbau geschah teils als Rekonstruktion, teils in regionaltypischer traditionalistischer Weise. Während der Westflügel weitgehend unverändert blieb, war die Wiederaufbauphase der Nachkriegszeit prägend für den östlichen Flügelbereich mit Treppenhaus und Eingang sowie drei entsprechend gestaltete Fenster, die mit Fabrikzeichen der bekanntesten Solinger Schneidwarenfirmen versehen waren und damit auch Solinger Industriegeschichte schrieben. Am 7. August 1954 eröffnete der Solinger Oberbürgermeister Eugen Maurer in einem Festakt das Deutsche Klingenmuseum und die VIII. Bergische Kunstausstellung. Am 8. August 1954 kamen 585 Besucher. Für Ausstellungen war im neuen Anbau an den Ostflügel ein Oberlichtsaal eingerichtet wurden. Der ehemalige Ratssaal, der ein Sprossenfenster und eine Zwischendecke bekommen hatte, war technisch so hergerichtet worden, um darin Vorträge und Kammermusikkonzerte durchführen zu können. Das Polizeirevier blieb im Gebäude, während die Bücherei 1969 an den Marktplatz verlegt wurde.:90ff. In den 1970er Jahren wurde der ehemalige Kohlenkeller des Gebäudes zum Ausstellungs- und Versammlungsraum des Solinger Künstlerbundes, der Galerie SK. Nachdem diese um Aufenthaltsräume des Museumspersonals erweitert worden war, wurde die vergrößerte Galerie SK am 18. Februar 1979 feierlich eingeweiht. 1980 schloss der Solinger Künstlerbund (SK) mit der Stadt Solingen einen Mietvertrag über Galerieräume im Klingenmuseum. Die Räumlichkeiten für die darin untergebrachte Artothek waren mietfrei, da der SK sie betreute. Das ehemalige Rathaus wurde am 30. Oktober 1984 unter Denkmalschutz gestellt.:92 1990 war das Deutsche Klingenmuseum in das dafür umgebaute Kloster Gräfrath umgezogen. Das Rathausgebäude, das in einem bautechnisch relativ zufriedenstellenden Zustand war, wurde nun zu großen Teilen vom SK für Artothek, Ateliers und Ausstellungen genutzt.

### Museum Baden/Kunstmuseum Solingen

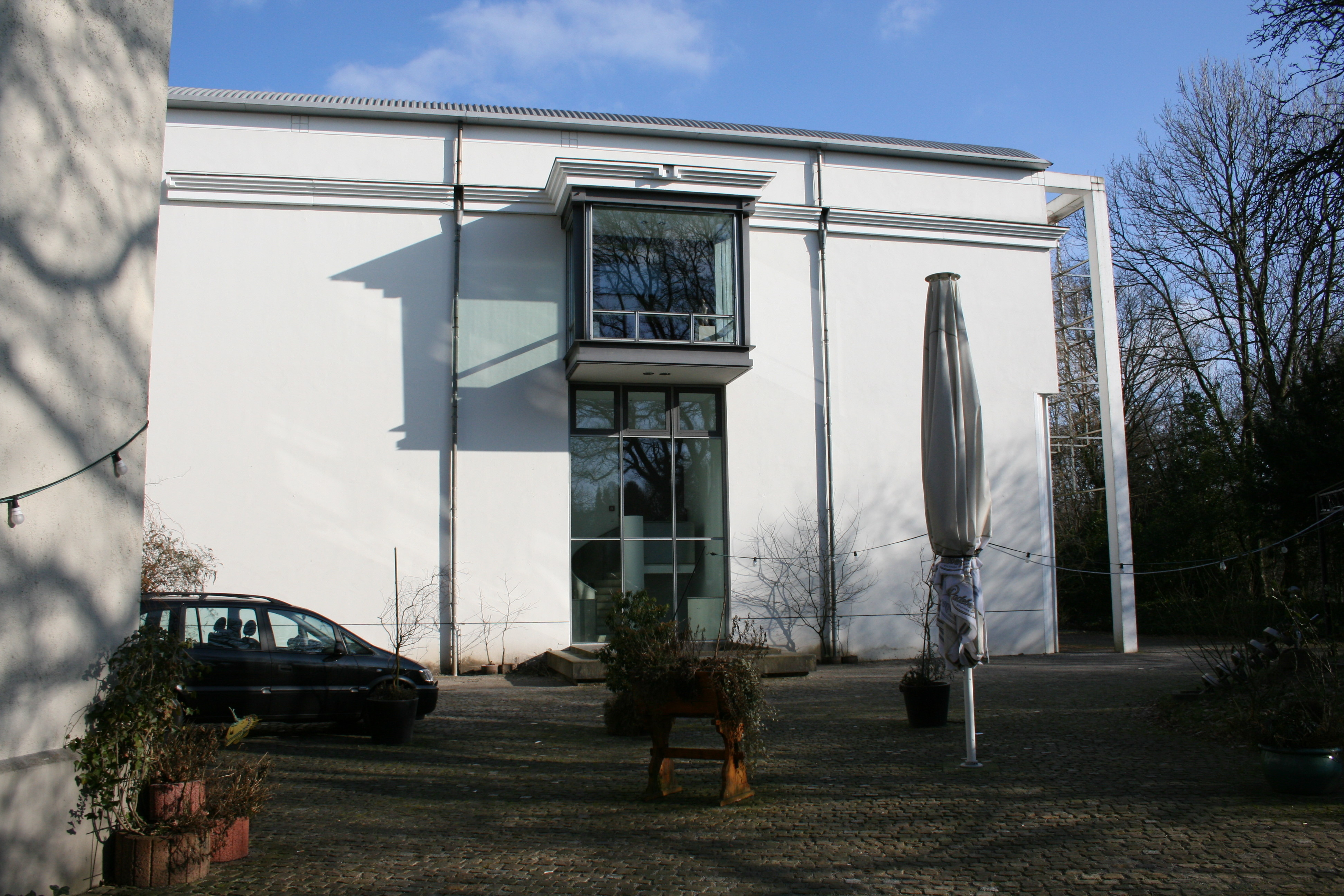
Neuer Südostflügel des Kunstmuseums von 1996

Mitte 1992 erstellte das vom Solinger Mäzen Kurt Baden beauftragte Kölner Architekturbüro Nasse erste Planungen, wie das Gebäude in ein Museum für moderne Kunst bzw. als Ausstellungsort für die Sammlung Meistermann umgebaut werden könnte. Danach sollte der mehrfach umgebaute Gebäudeflügel im Südosten, der zuletzt Wechselausstellungen diente, abgerissen werden. Der in den 1950er Jahren wiederaufgebauten Hauptflügel sollte insbesondere im Fassaden- und Dachbereich umgestaltet werden. Die Architekten wollten mit der entworfenen Fassade einerseits sich an die ursprüngliche Fassade von Fritsche mit z. B. einem modern konstruierter Bürgermeistererker anlehnen und andererseits dringend benötigte Hänge- und Standflächen schaffen. Dieses Konzept für den Hauptflügel wurde nach kontroversen Diskussionen von Architekten und Bauherrenvertreter mit den Denkmalbehörden vom Rheinisches Amt für Denkmalpflege abgelehnt. Es sah die zeitgeschichtlich geprägte Architektur für das Klingenmuseum als relevanter an als eine Rekonstruktion der Fassade von 1907. Dafür wurde den Architekten bei der Gestaltung des neuen Südostflügels unter Berücksichtigung der Materialien und Proportionen des Altbaus ein größtmöglicher Spielraum eingeräumt. Dies galt sowohl für den Windfang zur Gaststätte im rückwärtigen Bereich wie für die Anordnung und Ausbildung der Südterrasse einschließlich der neuen Außentreppe. Beim Umbau des Gebäudes gingen aufgrund verschiedener Anforderungen eines Kunstmuseums sowohl die filigranen Fenster der Erbauungszeit wie auch die Fenster mit den stadtgeschichtlich interessanten Firmenemblemen aus den 1950er Jahren verloren. Der Altbau erhielt eine neue Innengestaltung, von der nur das 1. Obergeschoss des Westflügels, in Teilen auch das zugehörige Dachgeschoss sowie die Treppenhäuser ausgenommen waren. Das Äußere des Altbaus wurde instand gesetzt, indem Schieferflächen, Tonziegeleindeckung und Regenentwässerung erneuert wurden. Die Fassade erhielt einen neuen Anstrich, der sich an die Farbe des Zementputzes anlehnte. Geländer und der gedeckte Gang im 1. Obergeschoss wurden repariert. Schließlich gestaltete die Stadt Solingen die Freiflächen neu. Das zu Ehren des Mäzens „Museum Baden“ genannte Kunstmuseum der Stadt Solingen wurde am 27. Oktober 1996 eröffnet. Das Land Nordrhein-Westfalen hatte den Um- und Ausbau des Gebäudes finanziell unterstützt.:92 Bei der sehr gut besuchten Eröffnung war auch Ministerpräsident Johannes Rau anwesend.:134

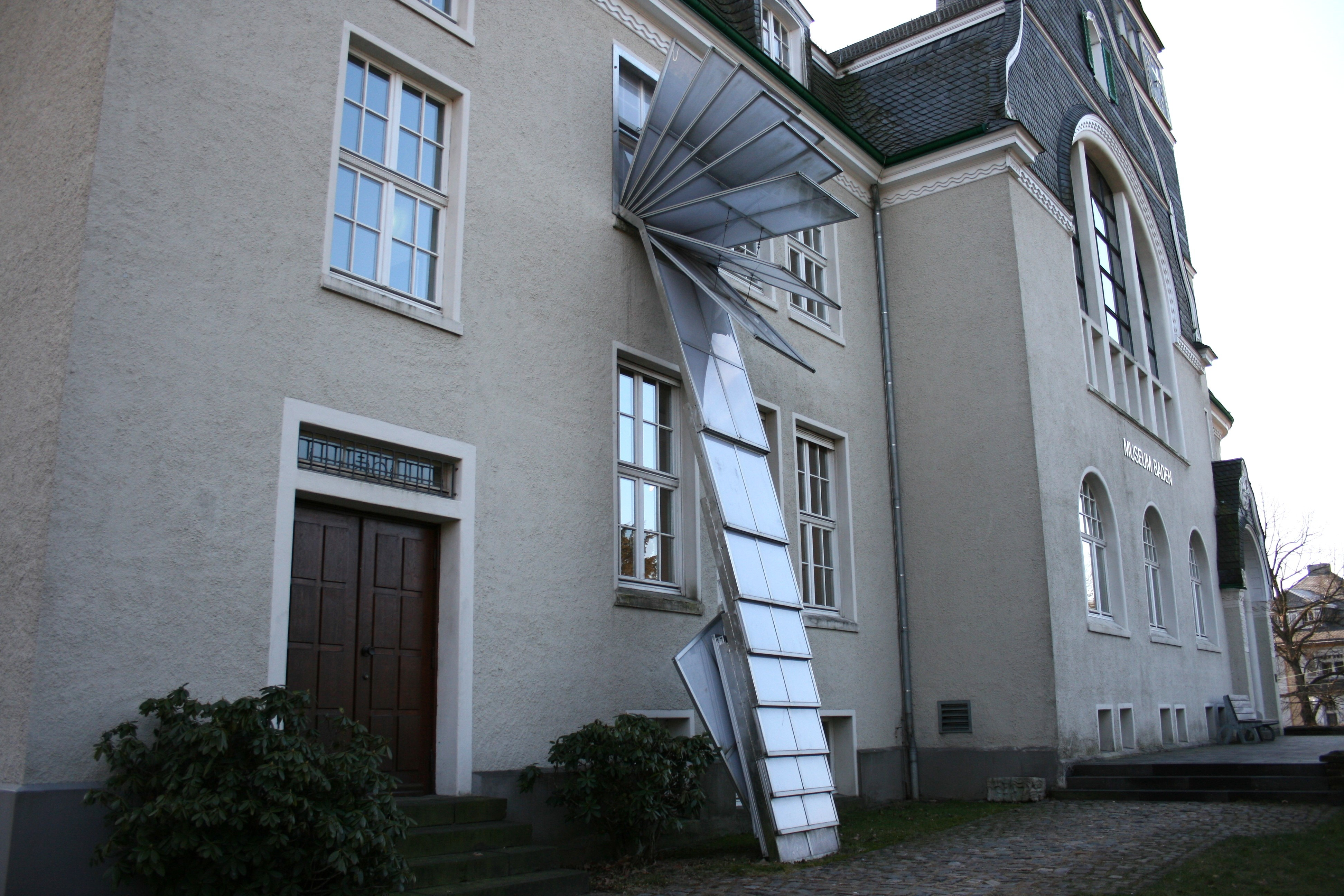
Installation: Solinger Fenstersturz

Seit dem Frühling 2004 gibt es im östlichen Bereich des Hauptflügels eine an die Fassade gelehnte zweigeschossige Installation: den Solinger Fenstersturz von Rudolf Alfons Scholl. Dem Künstler war bei seinem Entwurf nicht bewusst, dass sich an dieser Stelle bis 1944 der Erker des Bürgermeisterzimmers befand. Die Galerie SK und die Artothek zogen im März 2007 in die im Rahmen der Regionale 2006 neugestalteten Güterhallen am ehemaligen Hauptbahnhof Solingen, wo Künstlerateliers entstanden waren. Der Plan, im Gebäude auch ein „Zentrum für verfolgte Künste“ zu etablieren, führte in den Gesprächen mit dem für die Finanzierung des Zentrums relevanten Landschaftsverband Rheinland (LVR) dazu, dass der Rat der Stadt Solingen am 14. Juli 2011 für die Umbenennung des Museums Baden in Kunstmuseum Solingen stimmte.

## Vorplatz
Am 4. Juli 1909 weihte Gräfrath ein Kriegerdenkmal vor dem Rathaus ein.:88 Das architektonisch auch von Fritsche gestaltete Denkmal bestand aus einem Sockel mit Inschrift, auf dem drei Kanonenrohre als Siegessäule gruppiert waren, die von einer Kaiserkrone überragt wurden. Bereits 1889 war eine Kommission zur Errichtung eines Kriegerdenkmales gewählt worden, deren Tätigkeit jedoch eingeschlafen war, bis sie 1908 von Bürgermeister Bartlau reaktiviert wurde. Finanziert wurde das Denkmal durch Spenden von Bürgern und 600 Mark, die die Stadtverordnetenversammlung bewilligte. Die drei modernen Geschützrohre aus Stahl waren für 18 Mark das Stück vom Kriegsministerium erworben worden und standen symbolisch für die drei Kriege von 1864, 1866 und 1870/71, der der Gründung des Deutschen Kaiserreiches vorangingen.:50 Die Siegessäule soll noch 1945 eingeschmolzen worden sein. Auf Gebäudeansichten des wiederaufgebauten Gebäudes ist das Denkmal 1954 noch zu erkennen, während es 1955 verschwunden war.:90f. Der mehrstufige Sockel wurde 2009 versteckt im Gebüsch neben dem Vorplatz wiederentdeckt, freigelegt und die Inschrift von einem Steinmetz wieder sichtbar gemacht. Der bekannte bergische Dichter Rudolf Herzog verfasste die Inschrift:
Zum Schwerte greift, wer seine Heimat liebt,
Wir lieben sie, und unser Stahl gab Kunde.
Wer seinen Zoll der Heimaterde gibt,
Ihm schenkt Unsterblichkeit die Todesstunde.,
welche in ihrer Martialität dem damaligen nationalistischen Zeitgeist vor dem Ersten Weltkrieg entsprach.
An der Stelle des Kriegerdenkmals steht inzwischen die Bronzeplastik „Mollige“ von Max Kratz auf dem Vorplatz. 1994 hatte Max Kratz im Rahmen einer Stiftung dem geplanten Kunstmuseum 134 seiner Skulpturen geschenkt. Neben der „Molligen“ befindet sich von Max Kratz auf dem Vorplatz die „Ruhende Tänzerin“. 2009 wurde der „Engel“ von Gertrud Kortenbach als Dauerleihgabe dorthin versetzt. Neben der Zufahrt zum Vorplatz befindet sich seit dem Sommer 1986 eine Sonnenuhr. Finanziert von der vom Ehepaar Baden 1974 gegründeten Bürgerstiftung Solingen 600 hatte der Solinger Bildhauer Henryk Dywan die Aufgabe übernommen, Solinger Industriegeschichte darzustellen. Dazu nutzte er als tragendes Element eine Kollergangscheibe, die die Gesellschafter der (ehemaligen) Papiermühle Jagenberg, Egon Linge und Kurt Jagenberg, der Stadt Solingen zum Geschenk gemacht hatten. Im Frühjahr 2010 wurde die Zufahrt zum Vorplatz durch Poller gesperrt, da die Halteverbotsschilder häufig ignoriert wurden. Im Vorgriff auf die Umbenennung des Museums in „Kunstmuseum Solingen“ wurde am 14. Februar 2011 von der Stadt Solingen beschlossen, dem Vorplatz den Namen Georg-Meistermann-Platz zu geben. Im April 2015 beschäftigte die Bezirksvertretung Gräfrath die Neugestaltung des Vorplatzes, damit das Gebäude aus Richtung Wuppertaler Straße vollständig zu erkennen sei und so insbesondere die auswärtigen Besucher es leichter finden könnten.

Kunstwerke auf dem Vorplatz
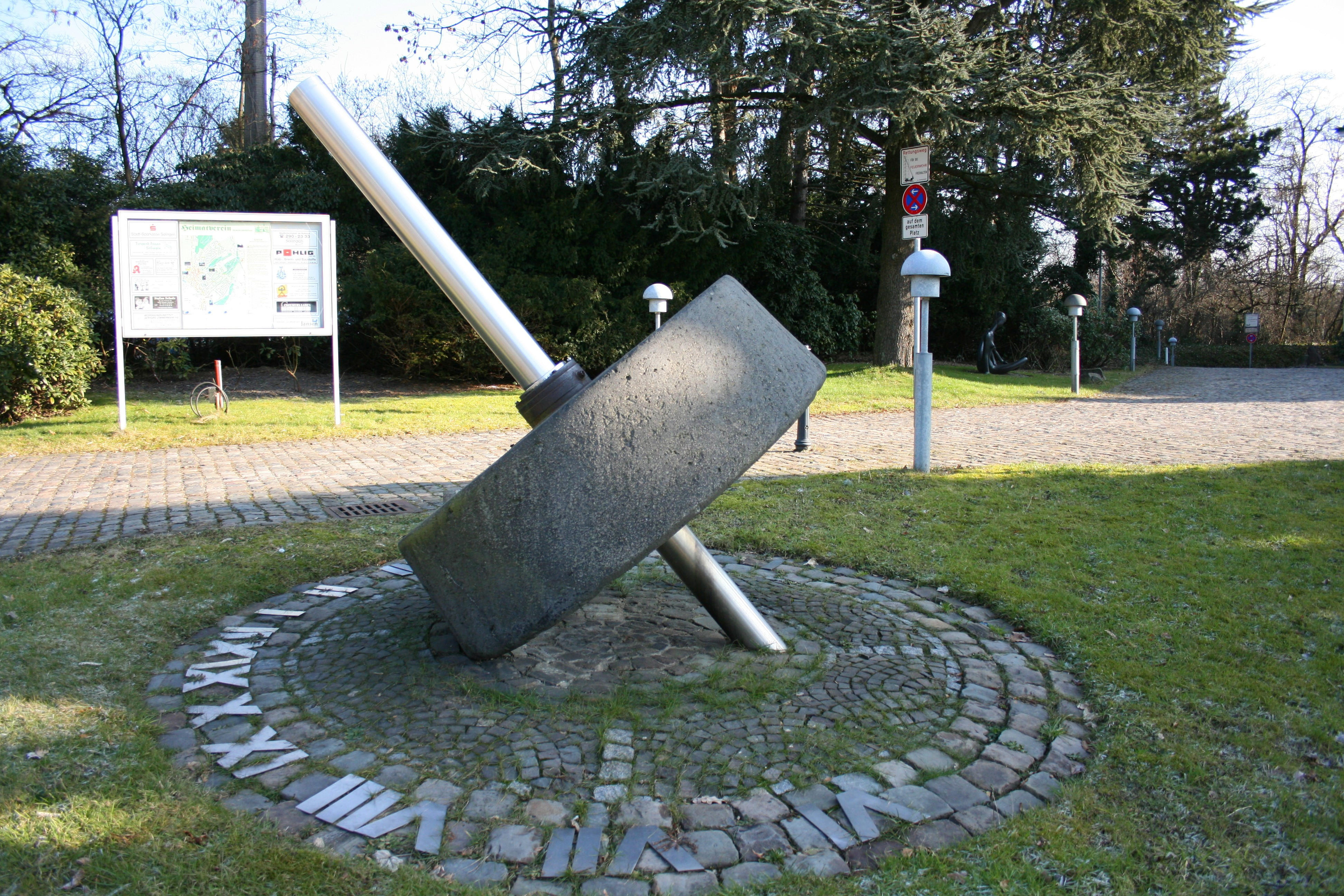
Sonnenuhr von Henryk Dywan
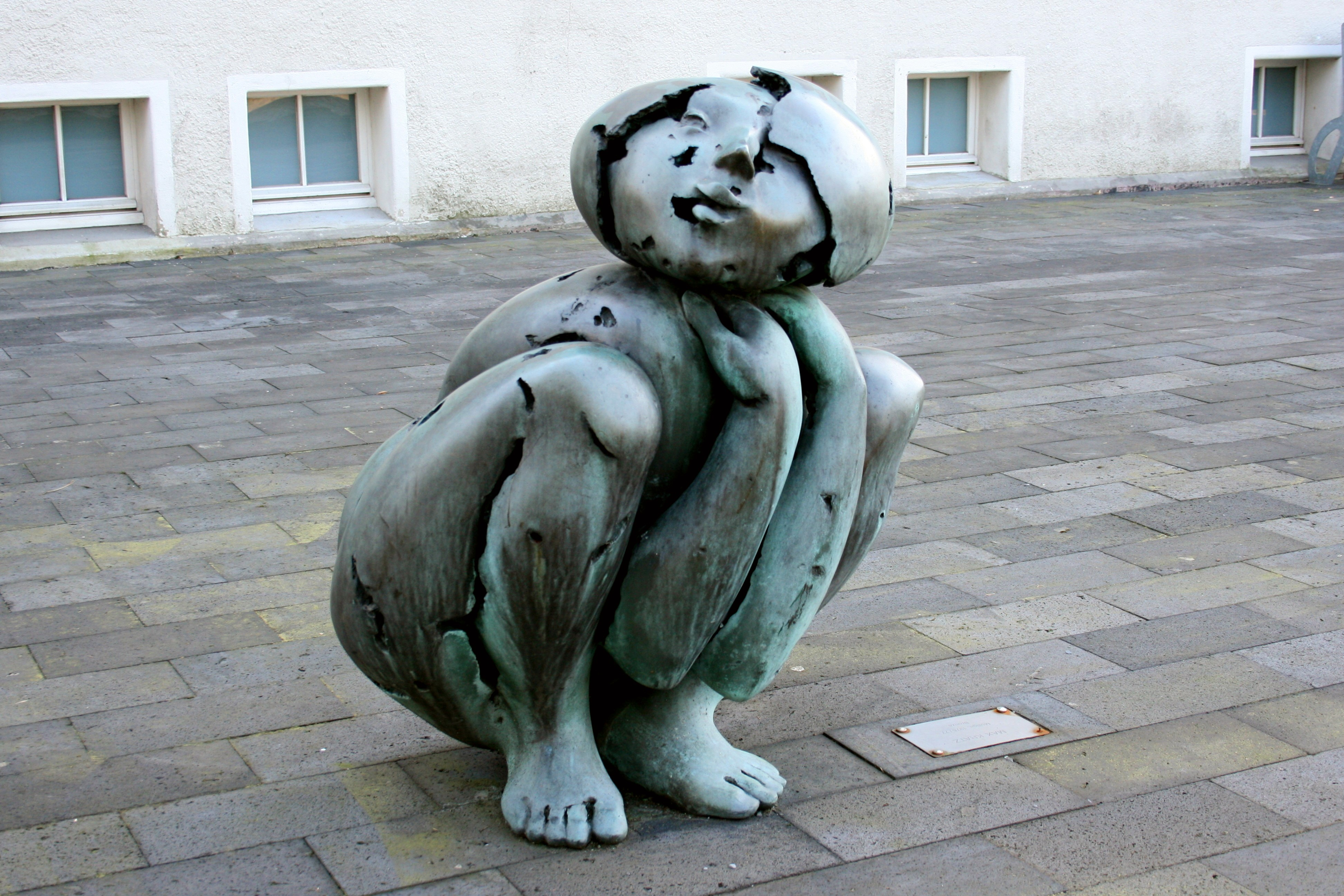
Mollige von Max Kratz
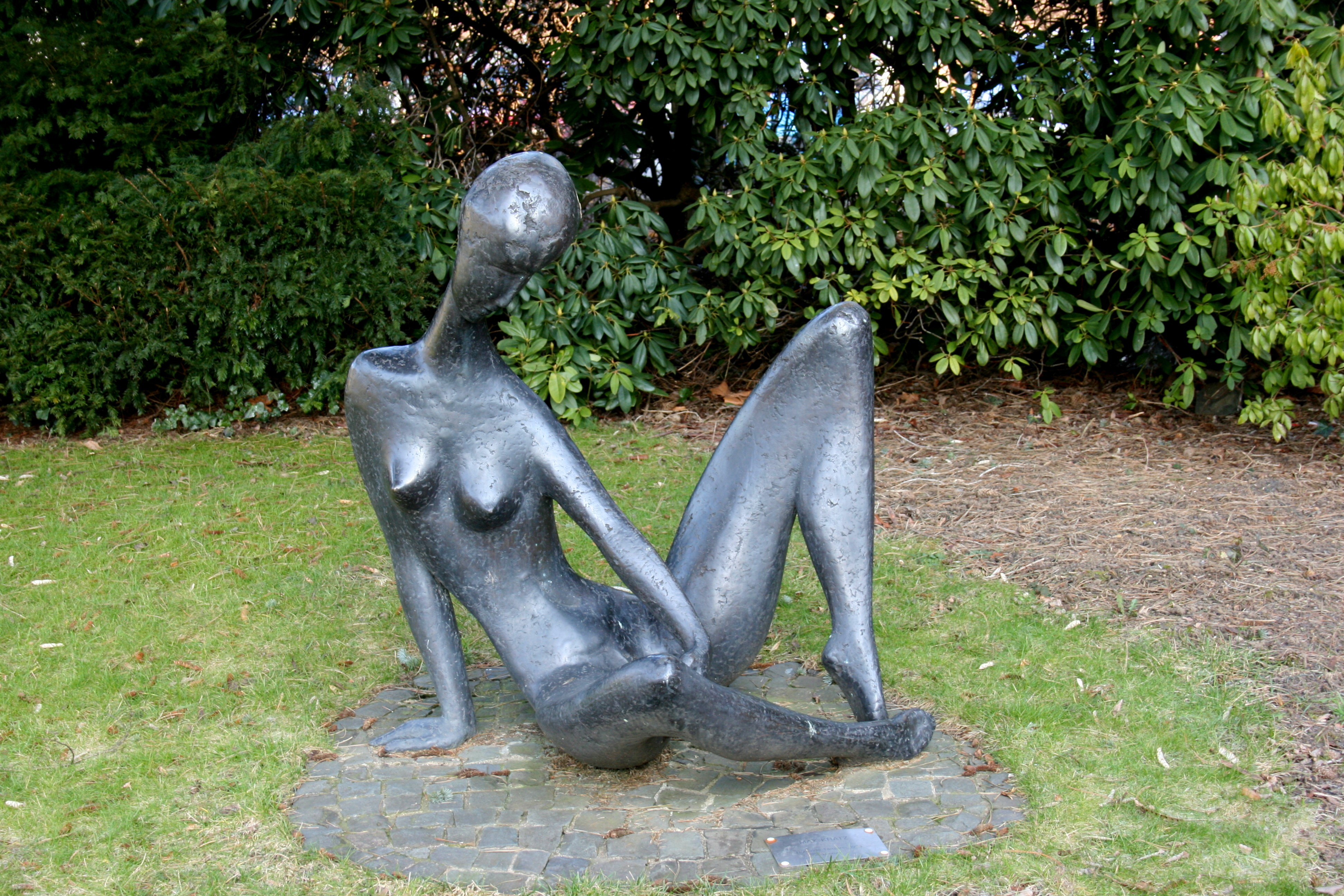
Ruhende Tänzerin von Max Kratz
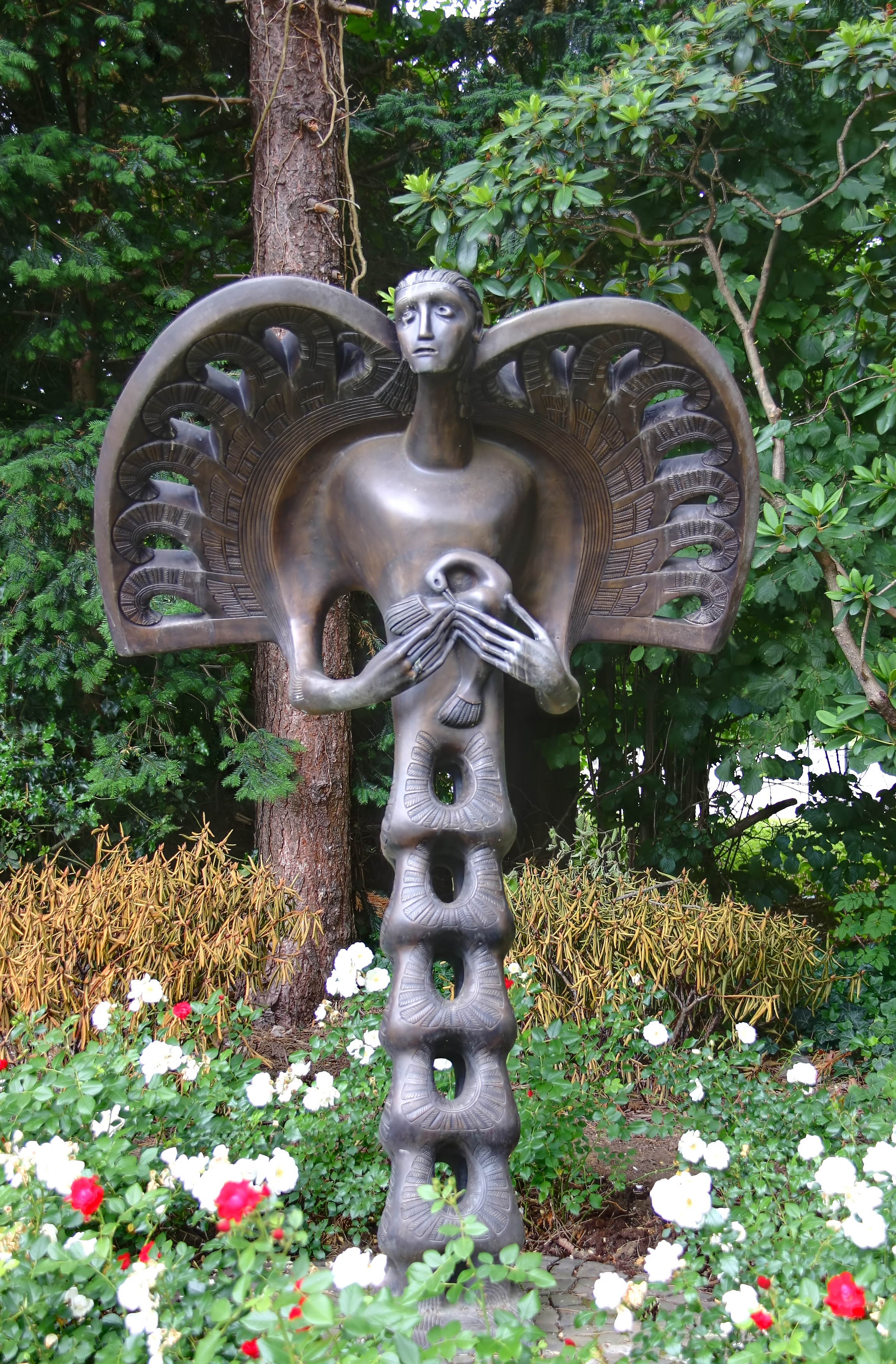
Engel von Gertrud Kortenbach